# أوبل
أوبل (بالإنجليزية: OPEL) هي شركة ألمانية لإنتاج السيارات والمحركات، أسسها آدم أوبل في 21 يناير 1862 وسماها باسمه. يقع مقرها في مدينة روسلسهايم في ألمانيا.
كانت أوبل تابعة لشركة ستيلانتس منذ 16 يناير 2021، ومملوكة لشركة جنرال موتورز من عام 1929 إلى عام 2017 ومجموعة بي أس إيه (سلف ستيلانتيس) من 2017 إلى 2021. تُباع سيارات أوبل في المملكة المتحدة باسم فوكسهول موتورز. تم تصميم بعض سيارات أوبل في أستراليا تحت العلامة التجارية هولدن حتى عام 2020 وفي أمريكا الشمالية والصين تحت العلامات التجارية بويك وساتورن وكاديلاك.
تعود جذور أوبل إلى شركة تصنيع ماكينة خياطة أسسها آدم أوبل عام 1862 في روسلسهايم آم ماين. بدأت الشركة في تصنيع الدراجات في عام 1886 وأنتجت أول سيارة لها في عام 1899. لعبت الشركة دورًا مهمًا في تاريخ الطيران والرحلات الفضائية من خلال برنامج أوبل راك وهو أول برنامج صاروخي في العالم بقيادة فريتز فون أوبل، إذ وضعت سجلات مختلفة لسرعة الأرض وإطلقت أولى الرحلات الصاروخية في العالم في عام 1928 و 1929. بعد إدراجها في سوق الأسهم في عام 1929، استحوذت شركة جنرال موتورز على أغلبية أسهم شركة أوبل، وفي عام 1931 أصبحت شركة أوبل مملكوة بالكامل لجنرال موتورز وكان هذا بداية لما يقرب من 90 عامًا من الملكية الأمريكية لشركة صناعة السيارات الألمانية.
في مارس 2017 وافقت مجموعة بي أس إيه على الاستحواذ على أوبل، والعلامة التجارية الشقيقة التوأم الإنجليزية فوكسهول موتورزوأعمال إقراض السيارات الأوروبية من جنرال موتورز مقابل 2 مليار يورو (2.3 مليار دولار) مما يجعل مجموعة بي أس إيه وهي شركة فرنسية لصناعة السيارات ثاني أكبر شركة في أوروبا بعد فولكس فاجن.
لا يزال المقر الرئيسي لشركة أوبل في روسلسهايم أم ماين. تقوم الشركة بتصميم وهندسة وتصنيع وتوزيع سيارات الركاب التي تحمل علامة أوبل والمركبات التجارية الخفيفة وقطع غيار المركبات جنبا إلى جنب مع شقيقتها الإنجليزية مارك فوكسهول ولها فروع في أكثر من 60 دولة حول العالم.

## التاريخ

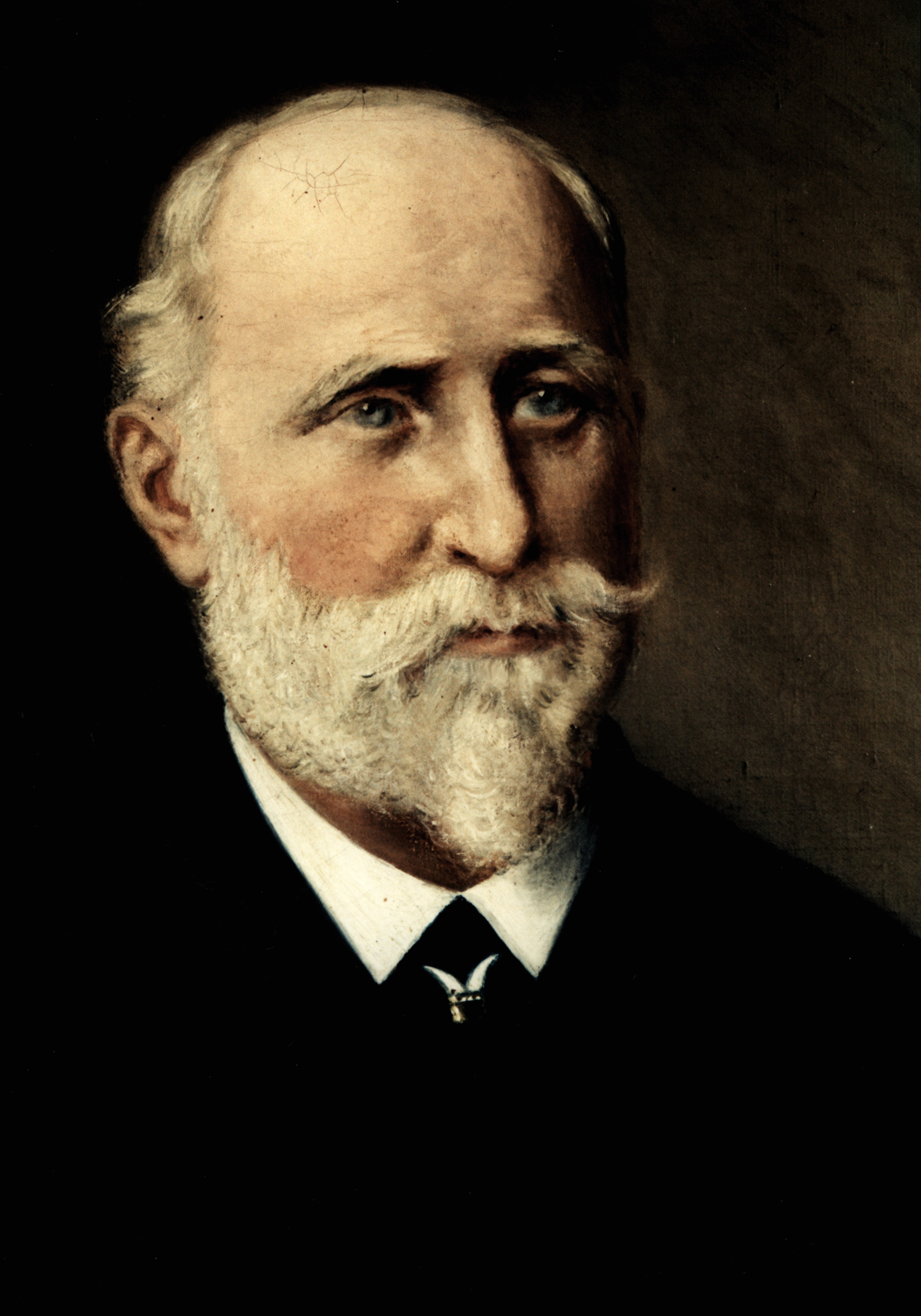
آدام أوبل مؤسس شركة أوبل الألمانية

تأسست الشركة في تاريخ 21 يناير 1863, عن طريق شخص يدعى آدم أوبل وقد سميت الشركة باسمه. وفي بداية انطلاق الشركة كانت تصنع المعدات المنزلية وبالأخص مكائن الخياطة وقد اشتهرت مكانها بشكل كبير في قارة أوروبا حتى أصبحت محتكره هذه المنتجات من مكائن الخياطة في أوروبا لوقت طويل، وقد توفي مؤسس الشركة في سنة 1895 وقد كانت تنتج شركة أوبل في تلك الفترة ما يقارب 2000 مكينة خياطة سنويا وقد كان هذا الرقم في تلك الفترة رقم خيالي في الصناعة الأوربية والألمانية علي وجه الخصوص، وقد صنعت الشركة أول دفعة سيارات عام 1898 بعد أن اشترت أوبل مجموعة من السيارات من شركة Lutzmann وتغير اسمهم إلى أوبل قبل أن تبيعهم في ألمانيا، وبعدها مرت شركة أوبل بأزمات كثيرة علي مر سنتين قبل أن تنحل الشركة بين الشركاء وقد أخد ابن مؤسس الشركة ادم أوبلا الاسم التجاري للشركة ليصبح المسؤل الوحيد لشركة والده، وبعد سنتين من بيع أول دفعة سيارات وحل المشاكل التي كانت تعوق الشركة بين الشركاء.
قام ابن مؤسس الشركة بعقد اتفاقية مع الشركة الفرنسية لصناعة السيارة Darracq S.A للشراكة بين الشركتين وقد كانت العلامة التجارية هي علامة أوبل اما السيارات كانت من صنع شركة Darracq S.A وفي عام 1902 توصلت الشركتين إلى اتفاقية شراكة مزدوجه تحت اسم Opel Darracqs S.A وقد تم عرض أول سيارة في معرض هامبورغ ولكن في عام 1907 تم فسخ العقد بين الشركتين وفي عام 1911 تم تحطيم المصنع نهائيا والابتعاد عن صناعة مكائن الخياطة وقد قام ابن Adam Opel بإنشاء مقر ومصنع جديد للشركة وقد كان الهدف منه هو تغير اختصاص الشركة من شركة لصناعة مكائن الخياطة الي شركة صناعة الدرجات والمحركات والسيارات وفي عام 1913 أصبحت أوبل الشركة الأكثر صنعاً للسيارت في ألمانيا. أشترت شركة جنرال موتورز شركة أوبل في عام 1929. بعد الحرب العالمية الثانية قامت شركات السيارات الألمانية بمواصلة تصنيع السيارات، واعتمدت الموديلات الأولى على تصاميم السيارات قبل الحرب. حيث أعادت تصنيع طراز أوبل أوليمبيا عام 1947 وأوبيل كابيتان عام 1948، أما الماكينات والآلات الخاصة بتصنيع أوبل كاديت فتم تفكيكها ونقلها إلى الاتحاد السوفييتي لصنع سيارة موسكوفيتش 400. في السبعينيات وبداية الثمانينيات قامت شركة جنرال موتورز بدمج سيارات أوبل مع سيارات فوكسهول البريطانية، وأستخدمت لهما نفس التصاميم والمواصفات مع فرق الأسماء فقط، بينما تحولت الشركة إلى فئة سيارات هاتشباك ذات نظام الدفع الأمامي للعجلات بإطلاق نسخة جديدة من أوبل كاديت عام 1979 لمواجهة المنافسة الشرسة من فولكس فاجن وسياراتها ذات التصاميم الحديثة.

## عهد جنرال موتروز

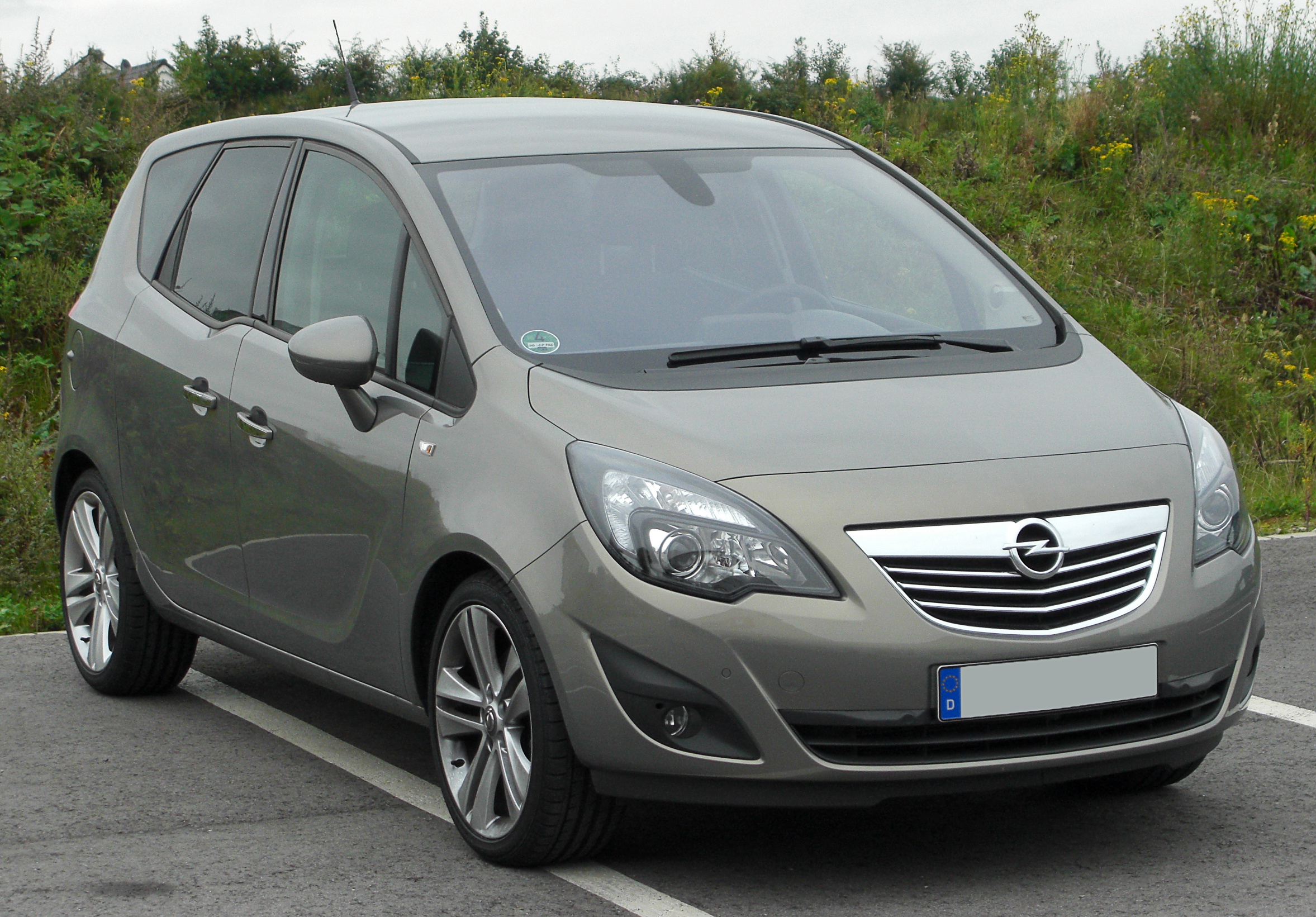
Opel Meriva B (since 2010)

في شهر مارس من عام 1929 قامت شركة جنرال موتورز الأمريكية بشراء 80% من أسهم شركة أوبل الألمانية وقد زادت هذه النسبة الي 100% في عام 1932 وقد كسب ابن مؤسس الشركة من بيعه للشركة قرابة 33.3 مليون دولار.

## أهم الأحداث
- *1863- أسس أوبل ادم شركة أوبل.
- *1902- تصميم أول سيارة وعرضها في معرض هامبروغ.
- *1906- الشركة تصنع أول سيارة من تصميمها الخاص.
- *1907- فسخ الشراكة بين شركة أوبل وبين Darracq S.A.
- *1911- تحطيم المصنع
- *1913- أوبل هي الشركة الأكثر صنعاً لسيارات في ألمانيا.
- *1929- شركة جنرال موتورز تشتري نسبة 80%من اسهم اوبل.
- *1931- شركة جنرال موتورز تشتري نسبة 100% من اسهم اوبل.
- *1971- أوبل تنطلق الي آسيا.
- *2005- الاتفاقية مع Saturn Corporation
- *2006- أوبل تصل لبيع منتجاتها في اليابان من شهر ديسمبر.
- *2009- أوبل إعادة هيكلة الشركة.

## أوبل تجول العالم
العديد من سيارات أوبل بيعت عن طريق جنرال موتورز الأمريكية المالكة لشركة أوبل تحت نماذج استرا، كورسا، فيكترا، أوبل اوميغا وتباع بعض نماذج اوبيل تحت ماركات أخرى منها جي إم سي، فوكسهول موتورز في اميركا وهولدن أستراليا سيتروين في شمال اميركا والهند شيفروليه في قارة اميركا الاثنينة وزافيرا وسوبارو في اليابان، بينما أوبل اوميغا تباع في الولايات المتحدة الأمريكية تحت شعار كاديلاك أما النماذج الجديدة يتوقع ان تباع تحت طراز سيتروين، شيفروليه من طرازي ماليبو وفي عام 1994 بيعت في أمريكا بونتياك من طراز ليمانس المنتج من قبل شركة دايو الكورية بعد أن اشترت التصميم من شركة أوبل من طراز كاديت وقد ظهرت أوبل تحت اسمها الخاص في الولايات المتحدة الأمريكية من عام 1958 الي عام 1975 وقد بيعت سيارت أوبل من طراز استرا الأكثر رواجا عينها في اميركا من عام 1964 حتى 1972 تحت شعار فوكسهول موتورز ومن 1971 حتى 1975 بيعت أوبل كاديت تحت شعار فوكسهول موتورز أيضاً ومن 1968 حتى 1972 باعت أوبل مانتا وقد باعت طرازات أوبل من عام 1976-1980 تحت شعارات isuzu اليابانية.

## اوبل في أوروبا
أوبل هي العلامة التجارية الرئيسية لشركة جنرال موتورز الأمريكية في أوروبا ما عدا في إنجلترا حيث تبيع شركة فوكسهول موتورز الإنجليزية التابعة الي جنرال موتورز هي الأخرى تحت علامتها التجارية نماذج سيارات أوبل تحت نفس الاسم ماعدا نموذج كاديت الذي استبدل في إنجلترا باسم استرا تحت شعار فوكسهول موتورز عام 1991 بمقود علي الجهة اليمني وكذلك في كل من أيرلندا وقبرص ومالطا وفي أيرلندا تباع تحت علامة أوبل استناد الي سمعة الشركة الألمانية في أيرلندا حيث كانت لسنوات طويلة الراعى الرسمي للمنتخب الوطني الإرلندي لكورة القدم حيث كانت دائما أوبل المؤيد الأول للمنتخب الإرلندي ولكن يوجد العديد من السيارات التي تم استيرادها تحت علامة فوكسهول موتورز من إنجلترا الي أيرلندا وكذلك كانت ولا زالت أوبل الراعي الرسمي لنادي بايرن ميونخ الألماني ليس فقط راعي كورة قدم بل دخلت أوبل حتى في مجال التسويق للنادي البفاري وكذلك تعتبر أوبل دريعة تسويقية مهمة لشركة بي إم دبليو في ملعب أوليمبيك استوديوم في برلين.
كانت هنالك اقتراحات بسقوط اسم فوكسهول موتورز في إنجلترا واستبداله باسم أوبل حتى يتم تنسيق أكبر لتسويق جنرال موتورز في أوروبا بشكل أكبر تحت ماركة أوبل ولكن تم رفض الفكرة باعتبار ان فوكسهول موتورز لها شهرة واسم في إنجلترا ويملكون قاعدة شعبية هناك وتم الوصول الي وضع اسم فوكسهول موتورز تحت سيارات ونماذج أوبل في إنجلترا علي ان يتم تزويد التصاميم أوبل الي إنجلترا تحت علامة فوكسهول موتورز.
مصانع أوبل الرئيسي في مدينة بوخوم الألمانية وهنالك مصانع فرعية أخرى منتشرة في دول اوربية مثل بلجيكا وإسبانيا وبولندا وهنغاريا وبرتغال وكذلك في إنجلترا.
في أكتوبر 2004 تم توقف مصانع أوبل الي مدة ستة أيام بسبب تهديد12.000 عامل بالإضراب عن العمل وذلك بسبب هبوط سوق السيارات في أوروبا بمعدل كبير مما أدى الي انخفاض الإنتاج والمكاسب. في 2005 ظهرت أول سيارة الي أوبل تعمل بالديزل تحت اسم استرا. في 2006 مصنع شركة أوبل في البرتغال تم غلقه بسبب مقاطعة الحكومة البرتغالية شركة جنرال موتورز وتم تحويل المصنع الي سرقسطة الإسبانية. في أبريل 2008 اعلنت شركة جنرال موتورز برفع ميزانية ورأس المال بشركة أوبل حتى 2012 الي 9 مليارات يورو محاولة الي اقاف تأكل حصة سوق أوبل في أوروبا حيث سوف يتم تخصيص 6 مليارات يورو من اصل 9 مليارات لتصميم وتطوير نماذج جديدة للشركة الألمانية.
تعتبر شركه اوبل من احسن الشركآت لتصنيع السيارات بالعالم

## الشركة

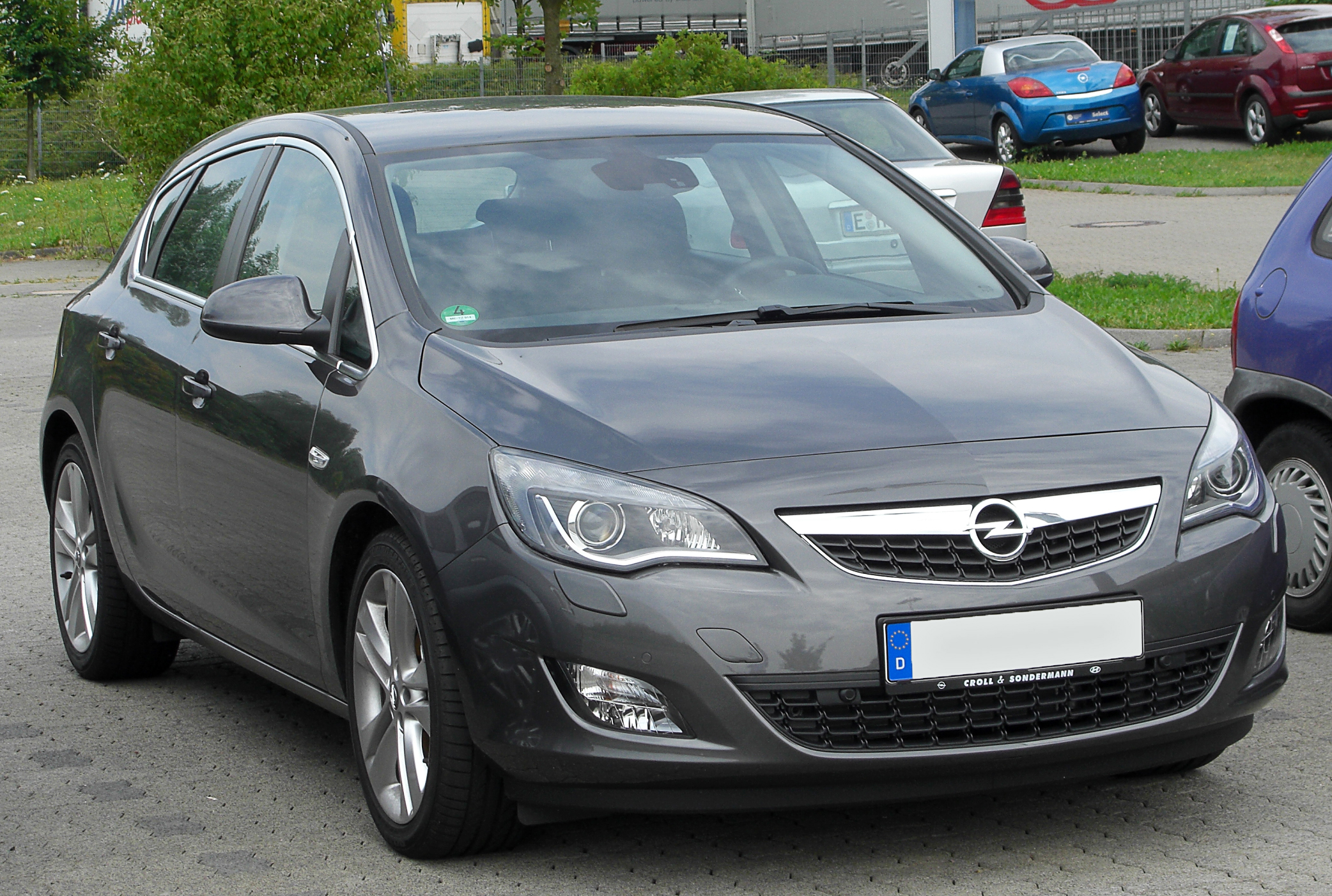
أوبل أسترا جي تنتج منذ عام 2009

تعـد شركة أوبل إحدى أكبر وأكثر الشركات تصنيعاً في ألمانيا واحدى أكبر الشركات صناعة السيارات في أوروبا تصنع الشركة 13 طراز، ولديها عدة مصانع في ثمانية دول في أوروبا، ويشتغل في الشركة حتى يناير 2011 عدد 43,000 ألف موظف بينما فوكسهول موتورز وهي شركة تعمل تحت شركة أوبل في المملكة المتحدة تبيع في 35 سوق في أوروبا وتبلغ ميزانية الشركة €750 . وتصنع الشركة أكثر من 180,000 ألف سيارة في السنة.
في عام 2011 باعت الشركة 1,180,000 سيارة حتى الآن بين سيارات صغيرة وسيارات تجارية ونقل، وتمتلك الشركة حصة في السوق الألماني بنسبة 8.6% من اجمالي السوق الألماني. هذه السنة سوف تبدأ الشركة ببيع سيارات في أسواق جديدة منها سوق الصين وتشيلي وإسرائيل في أواخر عام 2011 وكذلك سوف يتم بيع سياراتها في جنوب أفريقيا والأرجنتين وكذلك في الشرق الأوسط

## السيارات المتحصلة علي جوائز
تحصلت شركة أوبل علي المرتبة الثالثة لعام 2011 لأفضل السيارات الأوربية بعدما تحصلت نيسان وألفا روميو علي الترتيب الأول والثاني علي التوالي.
باقي السيارات المتحصلة علي جوائز
- 1985 - أوبل كاديت إي'
- 1987 - أوبل أوميغا إيه
- 2009 - Opel Insignia'
- 1980 - أوبل كاديت دي
- 1982 - Opel Ascona C
- 1989 - أوبل فكترا إيه
- 1991 - Opel Calibra
- 1992 - أوبل أسترا إيه
- 1995 - أوبل أوميغا بي
- 1999 - أوبل أسترا بي
- 2000 - أوبل أفيرا إيه
- 2007 - أوبل كورسا دي
- 2010 - أوبل أسترا جي
- 2012 - أوبل أمبيرا
- '" 2016 - أوبل أسترا كيه

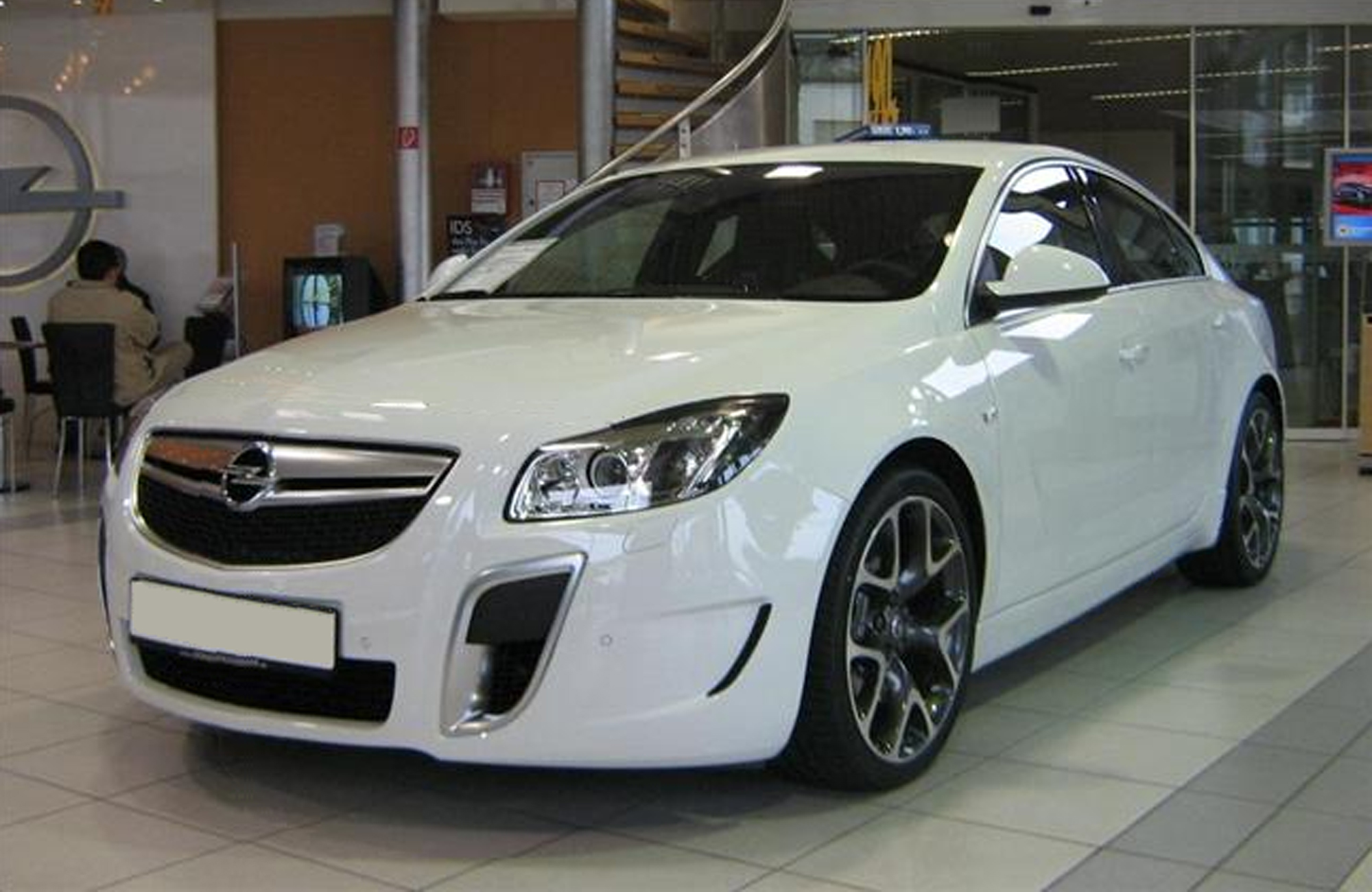
Opel Insignia OPC
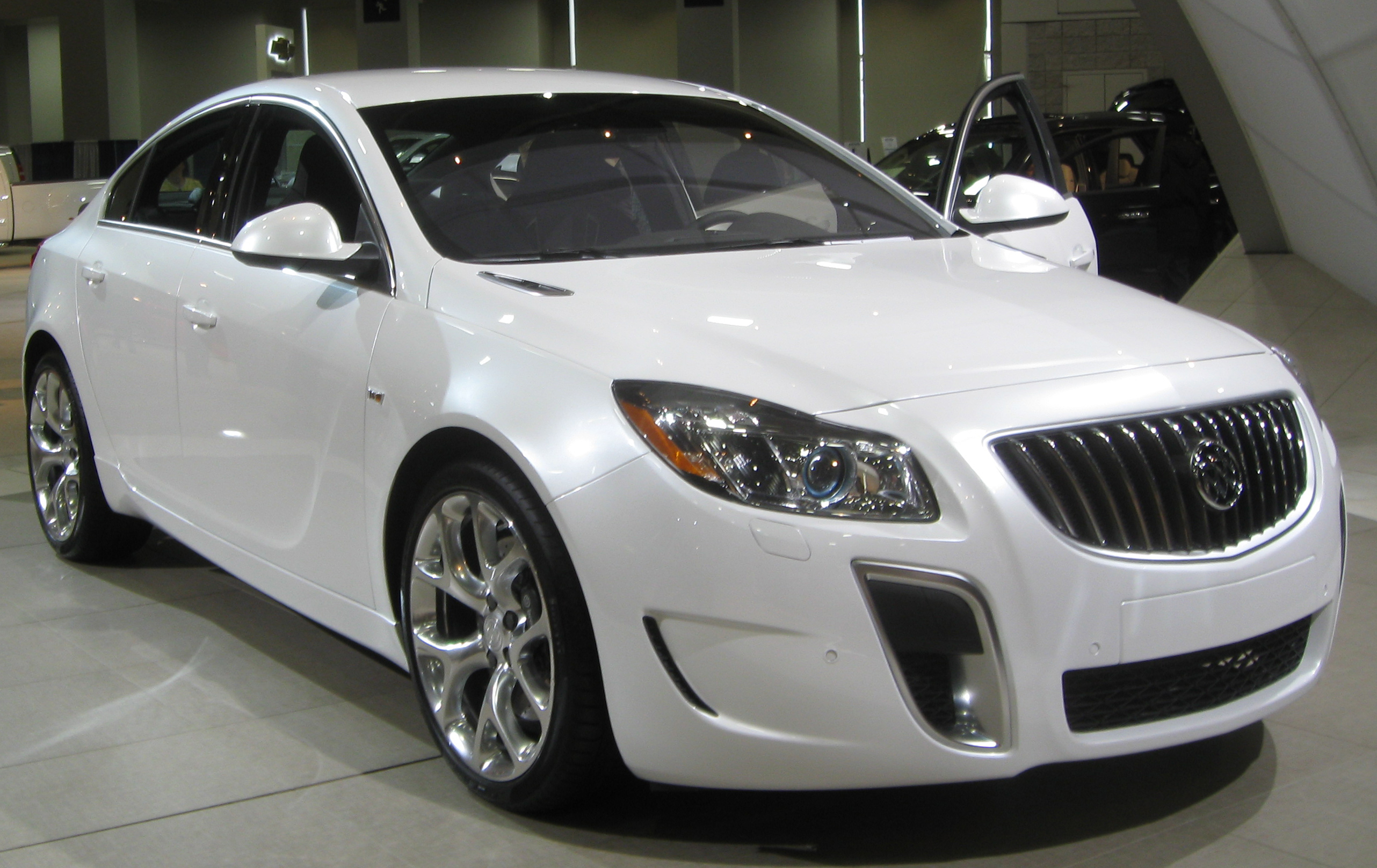
Buick Regal GS Concept

## الطرازات
| أوبل أجيلا      | أوبل أمبيرا          | أوبل أنتارا             | أوبل آسترا                                                      | أوبل كورسا                                      | أوبل إنسيغنيا                                                  | أوبل ميريفا   | أوبل زافيرا   |
| --------------- | -------------------- | ----------------------- | --------------------------------------------------------------- | ----------------------------------------------- | -------------------------------------------------------------- | ------------- | ------------- |
| 2000–حتى الان   | 2011–حتى الان        | 2006–حتى الان           | 1991–حتى الان                                                   | 1982–حتى الان                                   | 2008–حتى الان                                                  | 2002–حتى الان | 1999–حتى الان |
| - سيارة المدينة | - سيارة متوسطة الحجم | - Compact crossover SUV | - 3-أبواب سيارة هاتشباك - 5-أبواب سيارة هاتشباك - 5-door estate | - 3-أبواب سيارة هاتشباك - 5-أبواب سيارة هاتشباك | - 4-أبوب سيارة سيدان - 5-door hatchback - 5-door station wagon | - Mini MPV    | - Compact MPV |
|                 |                      |                         |                                                                 |                                                 |                                                                |               |               |

### الشاحنات الصغيرة
| أوبل كومبو    | أوبل فيفارو    | أوبل موفانو   |
| ------------- | -------------- | ------------- |
| 1994–حتى الان | 2001–حتى الان  | 1998–حتى الان |
| - Panel van   | - Van, Minibus | - Panel van   |
|               |                |               |

### طرازات أو بي سي
| أوبل آسترا             | أوبل كورسا             | أوبل إنسيغنيا                                                      |
| ---------------------- | ---------------------- | ------------------------------------------------------------------ |
| 1999–حتى الان          | 2007–حتى الان          | 2009–حتى الان                                                      |
| - 3-أبوب سيارة هاتشباك | - 3-أبوب سيارة هاتشباك | - 4-أبوب سيارة سيدان - 5-أبوب سيارة هاتشباك - 5-door station wagon |
|                        |                        |                                                                    |

## تسلسل الزمني
- 1862 - آدم أوبل أنشئ شركة أبل.
- 1899 - First Opel سيارة patent: reverse gear in patented motor car, Lutzmann system.
- 1909 - Opel makes the automobile affordable with the "Doctor's Car", which is sold at half the price (3,950 marks) of competitors' luxury models.
- 1910 - Introduction of the modular construction system at Opel. Now, prefabricated car bodies can be combined with different engines and chassis.
- 1924 - Opel is the first German manufacturer to adopt assembly-line manufacturing methods that enable volume production.
- 1928 - Opel builds RAK 1 and RAK 2. RAK 2 has 24 solid fuel rockets that catapult the vehicle to an amazing 238 كم/س (148 ميل/س), setting a new world record.
- 1929 - Adam Opel AG in Rüsselsheim, Germany, is acquired.
- 1931 - Opel is the first manufacturer to set up a customer service school.
- 1935 - Opel Olympia is the first German large-volume vehicle with self-bearing whole-steel body.
- 1940 - Opel production is suspended through the war years.
- 1950 - The Opel plant in Rüsselsheim is completely rebuilt.
- 1962 - Inauguration of the second Opel plant in بوخوم، Germany.
- 1965 - The Opel Experimental GT is the first concept car of a European automobile manufacturer and the first concept car to go into production (in 1968).
- 1967 - Inauguration of the Opel Belgium plant in أنتويرب.
- 1976 - Opel patent: cavity in piston head reduces noise in diesel engines.
- 1982 - New assembly plant opens in Zaragoza, Spain, to produce the Opel Corsa.
- 1984 - The Kadett GSi is the most streamlined car in its class, at 0.30 cd.
- 1989 - Opel is the first European manufacturer to offer catalytic converters on all gasoline models.
- 1992 - New Opel plant opens in أيسناخ، Germany.
- 1993 - Opel patent: a "metal protection sheet" integrated into the backrest of the seats forms a rigid barrier.
- 1994 - Opel patent: special process for separation of oil-in-water emulsions.
- 1995 - Corsa Eco3 is the first ready-to-drive 3-liter per 100 km car in the world.
- 1996 - New engine plant in Kaiserslautern, Germany, begins production. Opel and Renault sign cooperation agreement in light commercial vehicle sector.
- 1998 - Inauguration of new Opel headquarters in Rüsselsheim. Inauguration of new Opel plant in Gliwice, Poland.
- 1999 - Opel celebrates 100 years of car production on January 21. Flex7 seating system in the أوبل زافيرا.
- 2002 - Production of new Vectra starts at Opel's state-of-the-art facility in Rüsselsheim, Germany.
- 2007 - Opel introduces low-emission ecoFlex variants of its volume model lines. Opel engineers developing mechatronic chassis, that makes driving safer and more comfortable.
- 2008 - Opel Eye is introduced in Opel Insignia.
- 2009 - Opel Ampera is unveiled at معرض جنيف الدولي للسيارات.

## سيارات اوبل
- اوبل كورسا
- اوبل آسترا سيدان
- اوبل آسترا
- اوبل إنسيغنيا
- اوبل استرا GTC
- اوبل انسيغنيا OPC
- اوبل ميريفا
- اوبل فكترا
- اوبل اوميجا

## وصلات خارجية
- الموقع الرسمي